# Almuth Cirksena
Almuth Cirksena (* 1465 in Emden; † 1522 in Greetsiel) war die jüngste Tochter des Grafen Ulrich I. und seiner Frau Theda. Bekannt wurde sie vor allem durch ihre Affäre mit dem westfälischen Edelmann Engelmann von Hörstel und ihrer angeblichen Entführung durch ihn. Bei einem Befreiungsversuch ertrank der damalige Graf von Ostfriesland, Enno I. Almuths Mutter Theda ließ sie daraufhin auf die Burg Greetsiel bringen, wo sie, abgesehen von einem erfolglosen Fluchtversuch, den Rest ihres Lebens verbrachte.
In Aurich und Leer sind Straßen nach Almuth benannt. Ihr Schicksal fand großen Widerhall in der Geschichtsschreibung der Region und ist auch literarisch aufgearbeitet worden.

## Leben

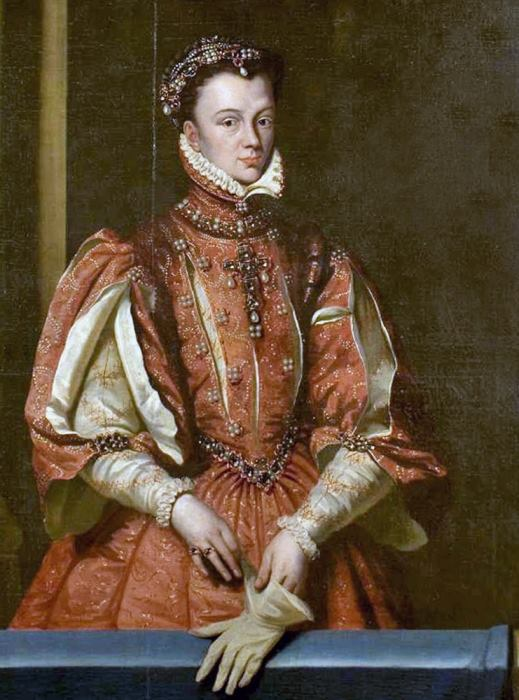
Theda Ukena

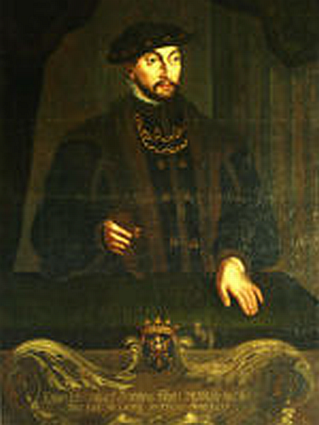
Enno I.

Almuth wurde 1465 in Emden als jüngstes Kind von Ulrich I. und Theda geboren. Ihr Vater starb ein Jahr nach ihrer Geburt. Sonst ist über ihre Kindheit und Jugend nichts überliefert.
Zu ihren Lebzeiten stiegen die Cirksena in die Gruppe des hohen nichtfürstlichen Adels auf. Ihr Vater war von Kaiser Friedrich III. am 1. Oktober 1464 in den erblichen Reichsgrafenstand erhoben worden. Vor allem Theda war daraufhin sehr auf ihren Stand bedacht. Es gelang ihr, die älteste Tochter mit dem Grafen Erich von Holstein und Schauenburg zu verheiraten. Damit waren die Cirksena Teil des Heiratskreises der Grafen und Edelherren im Nordwesten. Die anderen Häuptlingsgeschlechter in Ostfriesland galten fortan als niederadelig und nicht ebenbürtig. Wohl um seinen Stand zu festigen, brach Almuths ältester Bruder Graf Enno 1489 in Begleitung von Viktor Frese und Folef von Innhausen und Knyphausen zu einer Pilgerreise ins Heilige Land auf, wo er in Jerusalem am Heiligen Grab zum Ritter geschlagen wurde.

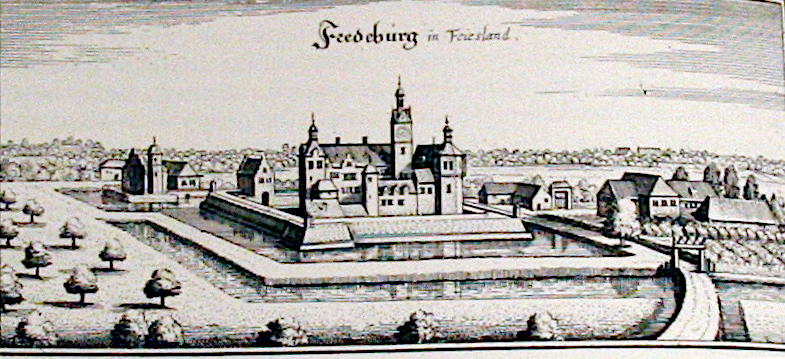
Festung Friedeburg. Seitenverkehrter Stich von Merian aus der zweiten Hälfte des 17. Jahrhunderts.

In dieser Zeit besetzte Theda die Burgen der Cirksena mit Vertrauten. Am Hofe in Emden war der westfälische Edelmann Engelmann von Hörstel sehr beliebt. Er galt gemäß überlieferter Urkunden als „erbar und duchtig“. Noch am Hofe begann er eine heimliche Affäre mit ihrer Tochter Almuth. Als Theda ihn schließlich zum Drosten der Friedeburg machte, ließ sich Almuth von ihm „entführen“. Überliefert ist, dass sie am 15. November 1490 in Begleitung eines Kammermädchens vor die Tore der Stadt Aurich nach Egels zog und dort auf ihren Geliebten wartete. Dieser kam in Begleitung eines Bediensteten angeritten, zog Almuth zu sich aufs Pferd, während sein Begleiter das Kammermädchen übernahm. In Eggerik Beningas Cronica der Fresen heißt es dazu: (he) nam se achter sick up syn perdt unde siner knechte ener de junffer. Gemeinsam ritten sie zur Friedeburg, wo der Burgkaplan Eggo von Oldersum noch am selben Tag die Trauung vollzog. Als Theda davon erfuhr, reiste sie sofort zur Friedeburg und forderte die Herausgabe ihrer Tochter. Eine Hochzeit der beiden lehnte sie aufgrund des niederen Standes Engelmanns ab. Sie blieb jedoch erfolglos. Engelmann behauptete, Enno sei mit der Hochzeit einverstanden gewesen, was jedoch nicht der Wahrheit entsprach. Theda ließ die Burg daraufhin von ostfriesischen Söldnern unter dem Kommando von Hero Mauritz Kankena von Dornum belagern, worauf Engelmann sich jedoch vorbereitet hatte. In der Burg lagerten ausreichend Vorräte und Brennholz.
Im darauffolgenden Februar kehrte Enno von seiner Pilgerreise wieder nach Europa zurück. In Groningen erfuhr er von den Ereignissen auf der Friedeburg. Enno war außer sich und machte sich über den zugefrorenen Dollart von Rheide über Petkum und Aurich auf den Weg zur Friedeburg. Dort forderte er Engelmann zu einem Gespräch auf. Engelmann ging darauf ein und trat vor die Burg, wo er sich heftig mit Enno stritt. Dabei weigerte er sich weiter beharrlich, Almuth auszuliefern. Enno wurde daraufhin immer wütender. Schließlich floh der unbewaffnete Engelmann über das Eis des zugefrorenen Burggrabens in die Burg. Der wütende und mit einer schweren Rüstung bekleidete Enno folgte ihm in Begleitung zweier ebenfalls geharnischter Diener. Doch das Eis gab nach und Enno sowie seine beiden Diener ertranken am 19. Februar 1491 im Burggraben der Friedeburg.
Für die Bergung der Leichen wurde ein Waffenstillstand vereinbart. Anschließend ließ Theda die Burg jedoch weiter belagern. Engelmann erkannte seine hoffnungslose Lage und floh daraufhin im Dunkel der Nacht nach Westfriesland. Die Besatzung der Burg übergab die Burg daraufhin den Belagerern. Diese ergriffen Almuth und führten sie mit ihren beiden Kammermädchen nach Aurich. Dort beschimpften Theda und ihre Geschwister Almuth heftig. Schließlich ließ Theda ihre Tochter von Soldaten auf die Burg Greetsiel bringen, wo sie den Rest ihres Lebens verbringen sollte. Dorthin sandte Engelmann eine als Bettlerin verkleidete alte Frau, mit deren Hilfe es Almuth gelang, über die Ems nach Groningen zu fliehen, wo sie auf Engelmann wartete. Victor Frese, der Enno bei seiner Pilgerreise in das heilige Land begleitet hatte, erkannte sie jedoch in einem Gasthof und ließ sie festsetzen. Der Senat der Stadt verweigerte daraufhin die Aufenthaltsgenehmigung für Almuth. Frese brachte Almuth umgehend zurück nach Greetsiel, wo ihre Freiheiten noch weiter eingeschränkt wurden.
Engelmann wandte sich an Papst Alexander VI., der ihm die rechtmäßige Eheschließung mit Almuth bestätigte. Doch Theda weigerte sich, diese anzuerkennen und Almuth herauszugeben. Sie blieb in Greetsiel festgesetzt, wo sie die ersten drei Jahre ihrer Gefangenschaft mit ihrer Mutter verbrachte, die sich auf der Burg zur Ruhe setzte. Wie das Verhältnis der beiden zu dieser Zeit war, ist nicht überliefert. In ihrem Testament verfügte Theda, dass Almuth weiterhin auf der Burg wohnen solle. Außerdem sollten ihr jährlich 40 rheinische Gulden ausgezahlt werden, Geld, mit dem Almuth ein Kammermädchen, eine Magd und einen Bedienten bezahlen und ihren Lebensunterhalt finanzieren konnte. 1522 starb Almuth in Gefangenschaft auf der Burg Greetsiel. Sie wurde im Kloster Marienthal beigesetzt und schließlich in das Mausoleum der Familie Cirksena nach Aurich umgebettet.